# 독서 쇼크
독서 쇼크는 송조은이 지은 독서에대한 자기개발서이다.

## 이론: 천재의 독서와 뇌의 기능
천재는 독서에 10년이 걸린다고 했다. 에디슨처럼 도서관을 통째로 읽은 경우도 있다. 그들의 핵심 파악 능력과 정보 정리 능력을 구슬 꿰듯이 표현하는 능력을 갖추고 있다. 뇌는 좌뇌와 우뇌로 나뉘며, 우뇌는 전체성을 바라보는 태도를 통해 천재의 스토리를 구성한다. 또한, 뇌의 90%가 off되면 남은 부분이 on으로 바뀌어 칼슘도 소화할 수 있으며, 어려운 일을 해낼 수 있는 유전자가 발생한다.

## 읽기의 목적과 대학 교육
읽는 목적은 미래를 예측하는 추론에 있으며, 천재는 추론 능력과 바른 추론을 갖추고 있다. 대학 교육은 주제를 일치시키도록 읽기, 정리, 표현, 요약을 하게 된다.

## 방법: 검신과 팁
검신은 뜻에 몸을 묶는다는 뜻이다. 1페이지의 책을 통해 기억을 재구성한다. 좋은 책을 싸게 읽히려면 교과서를 모으고, 가사 없는 음악은 우뇌를 자극하여 패턴의 이미지화를 도울 수 있다. 임계점은 95도라도 5도가 부족하면 끓지 않듯, 천재를 만들기 위해 정신 능력을 기르기 위한 연설문 쓰기(토론)가 중요하다.